# 卡爾波韋-克里彭斯凱
47°56′49″N 39°35′52″E / 47.94694°N 39.59778°E
卡爾波韋-克里彭斯凯（烏克蘭語：Карпове-Кріпенське）是位於烏克蘭東部的村莊，由盧甘斯克州多夫然斯克區的多夫然斯克市鎮負責管轄。該村處於克里彭卡河畔，始建於1805年，面積90平方公里，海拔高度182米，2001年人口992。